# René Dubos
Pour les articles homonymes, voir Dubos.
 (juillet 2018).
Si vous disposez d'ouvrages ou d'articles de référence ou si vous connaissez des sites web de qualité traitant du thème abordé ici, merci de compléter l'article en donnant les références utiles à sa vérifiabilité et en les liant à la section « Notes et références ».
René Dubos, né à Saint-Brice-sous-Forêt (Val-d'Oise) le 20 février 1901 et mort à New York le 20 février 1982, est un agronome, biologiste et écologue américain d'origine française.

## Biographie
René Dubos est le fils de George Alexandre Dubos et d'Adeline Dubos née de Bloedt. Ses parents gèrent une boucherie à Saint-Brice-sous-Forêt ainsi qu'à Hénonville. À l'âge de huit ans il est victime d'une attaque de rhumatisme articulaire aigu dont il gardera des séquelles sa vie durant. Très tôt on lui découvre également une sévère myopie. René Jules Dubos entame sa scolarité à Hénonville. À l'âge de treize ans il déménage avec sa famille à Paris où il est élève au lycée Chaptal. Son père décède des blessures de guerre en 1919. Sa mère doit gérer seule la boucherie tout en élevant ses trois enfants (René, son frère Francis et sa sœur Madeleine). René aide sa mère à la boucherie tout en continuant sa scolarité. Il intègre l'Institut national agronomique dont il sort ingénieur agronome en 1921.
Du fait de son état de santé (rhumatisme articulaire aigu) il est rapidement déchargé de ses obligations militaires.
En 1922, il trouve un poste à Rome auprès de l'Institut international d'agriculture, un organisme dépendant alors de la Société des Nations. Pendant deux ans, rédacteur, il traduit et résume des articles pour l'International Review of the Science and Practice of Agriculture. C'est là qu'il lit un article de Sergueï Vinogradski, auteur dont il reconnaîtra ultérieurement une influence sur ses travaux.
Il fait la connaissance de Selman Waksman lors d'une conférence à Rome en 1924. Dubos le retrouve par hasard sur le paquebot Rochambeau en route pour les États-Unis. Waksman aidera Dubos à obtenir une affectation à l'Université Rutgers.
En 1924 il devient assistant de recherches à l'Université Rutgers dans le New Jersey et y obtient, en 1927, son Ph.D. avec un travail sur la décomposition de la cellulose par des bactéries du sol. En 1927, grâce à la médiation d'Alexis Carrel il rencontre O.T. Avery qui le recrute au service de maladies respiratoires de l’Université Rockefeller de New York où il découvre l’action spécifique d’une enzyme bactérienne qui décompose la capsule des pneumocoques. Cette découverte le met sur la voie de la découverte de la gramicidine, premier antibiotique commercialisé.
L'avancée scientifique capitale qu'il effectue en 1932 ne sera redécouverte que soixante-dix ans plus tard : les microbes développent des ferments « constitutifs » et des ferments « adaptatifs » qui permettent la réaction appelée « adaptation créatrice ». Cela amène René Dubos à une autre découverte, celle de la tyrothricine.
En 1934, il épouse Marie Louise Bonnet.
En 1939, à l'occasion de la troisième conférence internationale de microbiologie , R. Dubos annonce avoir isolé une nouvelle substance antibactérienne, testée sur des souris, la tyrothricine. Cette annonce, qui fait sensation, est immédiatement reprise et commentée dans le New York Times.   René Dubos brevète le 8 janvier 1940 les antibiotiques (qui d'ailleurs à l'époque n'avaient pas encore ce nom (Gramicidine)).[réf. nécessaire] Il pressent que les bactéries peuvent résister et que de nouveaux antibiotiques devront être inventés. Il lance la formule suivante : "la nature contrattaque, nous devons courir pour rester à la même place".
René Dubos reçoit la nationalité américaine en 1938. En 1941 il est reçu à l’Académie des Sciences des États-Unis.
Il poursuit ses travaux sur la tuberculose expérimentale, sa femme succombant de cette maladie en 1942. En 1945 il publie The Bacterial Cell in its Relation to Problems of Virulence, Immunity and Chemotherapy, ouvrage fondamental de la biologie. En 1946 il met au point une technique de culture permettant l'obtention de bacilles tuberculeux de qualité homogène. Cette découverte facilite grandement l'étude du bacille.
En 1948, il reçoit le prix Lasker.
En 1950, il épouse en secondes noces Letha Jean Porter, décédée en 1988.
Son activité d'auteur et de vulgarisateur commence alors, en même temps que les récompenses se multiplient et qu'il est nommé professeur à l'Université Rockefeller en 1957.
Il est avec François Bourlière l'un des principaux rapporteurs du colloque « Utilisation et conservation de la biosphère », conférence intergouvernementale d'experts sur les bases scientifiques de l'utilisation rationnelle et de la conservation des ressources de la biosphère, organisée à Séville du 4 au 13 septembre 1968 par l'Organisation des Nations unies pour l'éducation, la science et la culture (Unesco),.
En 1971, il prend sa retraite. 
Vers la fin de sa vie, sa carrière de chercheur se réoriente vers l'écologie et notamment l'écologie globale. Il prépare en 1972, avec Barbara Ward, le rapport de base de la première Conférence des Nations unies sur l'environnement de Stockholm (CNUE ou « Sommet de la Terre »), qui a pour titre Nous n'avons qu'une Terre. En 1977, il est le premier, avant Jacques Ellul (en 1980 sur Radio Canada), à formuler le célèbre slogan : « Penser global, agir local ». Il est ensuite à l'origine de la création du Programme des Nations unies pour l'environnement (PNUE).
Selon lui, « l'environnement doit être considéré au sens large, c'est-à-dire qu'il doit inclure non seulement le milieu inerte et vivant extérieur à l'espèce, mais aussi le milieu inerte et vivant qui lui est interne, c'est-à-dire la niche écologique que chaque espèce façonne et les membres qui la composent. Ainsi, vis-à-vis de son environnement, toute espèce doit-elle être considérée à la fois dans ses parties et son tout ».
À Saint-Brice-sous-Forêt, ville de sa naissance, une vaste allée piétonne a été nommée au nom du professeur. Le centre hospitalier de Pontoise porte son nom. Enfin, la résidence des étudiants d'AgroParisTech, au Kremlin-Bicêtre, porte également son nom.

## Œuvres
- Reason Awake: science for man, (New York: Columbia University Press, 1970)
- Only one earth: the care and maintenance of a small planet, en collaboration avec Barbara Ward, (sans date)
- The bacterial cell : in its relation to problems of virulence, immunity and chemotherapy, en collaboration avec C. F. Robinow 1945
- Louis Pasteur : free lance of science  , 1950, éd. française en 1955
- Bacterial and mycotic infections of man, 1948, 1952, 1958, 1965
- The White plague : tuberculosis, man and society, 1952, en collaboration avec Jean Dubos
- Biochemical determinants of microbial diseases, 1954
- Mirage of health: utopias, progress, and biological change, 1959, 1971, éd., françaises en 1961, 1964
- La Leçon de Pasteur, 1960
- The dreams of reason, 1961, éd. française en 1964
- The torch of life : continuity in living experience, 1962
- Le corps, 1965, 1968, en collaboration avec Nourse, Margenau et Snow
- Man and his environment : biomedical knowledge and social action, 1966, éd. française dans la même année
- Man adapting, 1965, 1967, 1re édition en française sous le titre L'homme et l'adaptation au milieu, 1973
- Santé et maladie, 1966, en collaboration avec Maya Pines, version anglaise en 1969
- Man, medicine, and environment, 1967
- So human an animal, 1968, éd. française en 1972 (Prix Pulitzer)
- Drogues et remèdes, 1968, en collaboration avec Modell, Lansing, Margenau et Snow
- La croissance, 1968
- Les Maladies de la civilisation, 1969, [Enregistrement vidéo], Radio-Canada, avec Comeau, Dufresne et Vaillancourt
- L'homme ininterrompu : essai, 1971
- A God within, 1972, traduit vers le français comme Les dieux de l’écologie, 1973
- Nous n'avons qu'une Terre, 1972, avec Barbara Ward
- Choisir d'être humain : essai, 1974, traduit vers l'anglais comme Beast or angel? Choices that make us human, dans la même année.
- The professor, the institute, and DNA, 1976
- The nature of life, 1978
- Chercher : des médecins, des chercheurs... et des hommes, 1979
- Quest : reflections on medicine, science, and humanity, 1980, coécrit avec Jean-Paul Escande et traduit vers le français comme Chercher, 1982,
- Courtisons la terre, 1980

- Prix Eugène-Carrière de l’Académie française en 1981
- Celebrations of life, 1981, traduit vers le français comme Les célébrations de la vie, 1982
- Pasteur and modern science, 1988, en collaboration avec Thomas Brock